# Jakubova Voľa
Jakubova Voľa é um município da Eslováquia, situado no distrito de Sabinov, na região de Prešov. Tem 5,77 km² de área e sua população em 2018 foi estimada em 400 habitantes.

## Demografia
| Ano:        | 1994 | 2004   | 2014   | 2024   |
| ----------- | ---- | ------ | ------ | ------ |
| Broj ljudi: | 407  | 394    | 420    | 397    |
| Razlika:    |      | -3,19% | +6,59% | -5,47% |

| Ano:               | 2023 | 2024   |
| ------------------ | ---- | ------ |
| Número de pessoas: | 393  | 397    |
| Diferença:         |      | +1,01% |